# Vered Borochovski
Vered Borochovski –en hebreo, ורד בורוכובסקי– (Ascalón, 27 de agosto de 1984) es una deportista israelí que compitió en natación, especialista en el estilo mariposa.
Ganó una medalla de bronce en el Campeonato Mundial de Natación en Piscina Corta de 2002 y una medalla de bronce en el Campeonato Europeo de Natación en Piscina Corta de 2002, ambas en la prueba de 50 m mariposa.

## Palmarés internacional
| Campeonato Mundial en Piscina Corta | Campeonato Mundial en Piscina Corta | Campeonato Mundial en Piscina Corta | Campeonato Mundial en Piscina Corta |
| Año                                 | Lugar                               | Medalla                             | Prueba                              |
| ----------------------------------- | ----------------------------------- | ----------------------------------- | ----------------------------------- |
| 2002                                | Moscú (Rusia)                       | Medalla de bronce                   | 50 m mariposa                       |
| Campeonato Europeo en Piscina Corta |                                     |                                     |                                     |
| Año                                 | Lugar                               | Medalla                             | Prueba                              |
| 2002                                | Riesa (Alemania)                    | Medalla de bronce                   | 50 m mariposa                       |